# Steve Holland (Schauspieler)
Steve Holland (* 8. Januar 1925 in Washington, D.C.; † 10. Mai 1997 in Humboldt County, Kalifornien) war ein US-amerikanischer Schauspieler und Modell.

## Leben
Holland war ab Mitte der 1950er Jahre bis in die Mitte der 1970er eins der am meisten beschäftigten männlichen Modelle für die damals beliebten Männer- und Abenteuermagazine. Zusammen mit Eva Lynd stand Holland Illustratoren wie Mort Künstler und Earl Norem als Modell für die Zeichnungen für zahlreiche Buch- und Magazincover sowie Filmposter Modell. Am bekanntesten sind seine Darstellungen von Doc Savage, Bob Colt und Kommissar X.
Holland spielte den Weltraumhelden Flash Gordon in 39 Folgen der gleichnamigen, größtenteils in Berlin gedrehten Fernsehserie.

## Filmografie
- 1951: Suspense (TV-Serie, eine Folge)
- 1954: Man Against Crime (TV-Serie, eine Folge)
- 1955: Robert Montgomery Presents (TV-Serie, eine Folge)
- 1955: Modern Romances (TV-Serie, fünf Folgen)
- 1954–1955: Flash Gordon (TV-Serie, 39 Folgen)
- 1955: Verdammt zum Schweigen (The Court-Martial of Billy Mitchell)
- 1964: Brenner (TV-Serie, eine Folge)
- 1997: Flash Gordon: Journey to Greatness (Biografie)